# Giovanni Maria Bottala

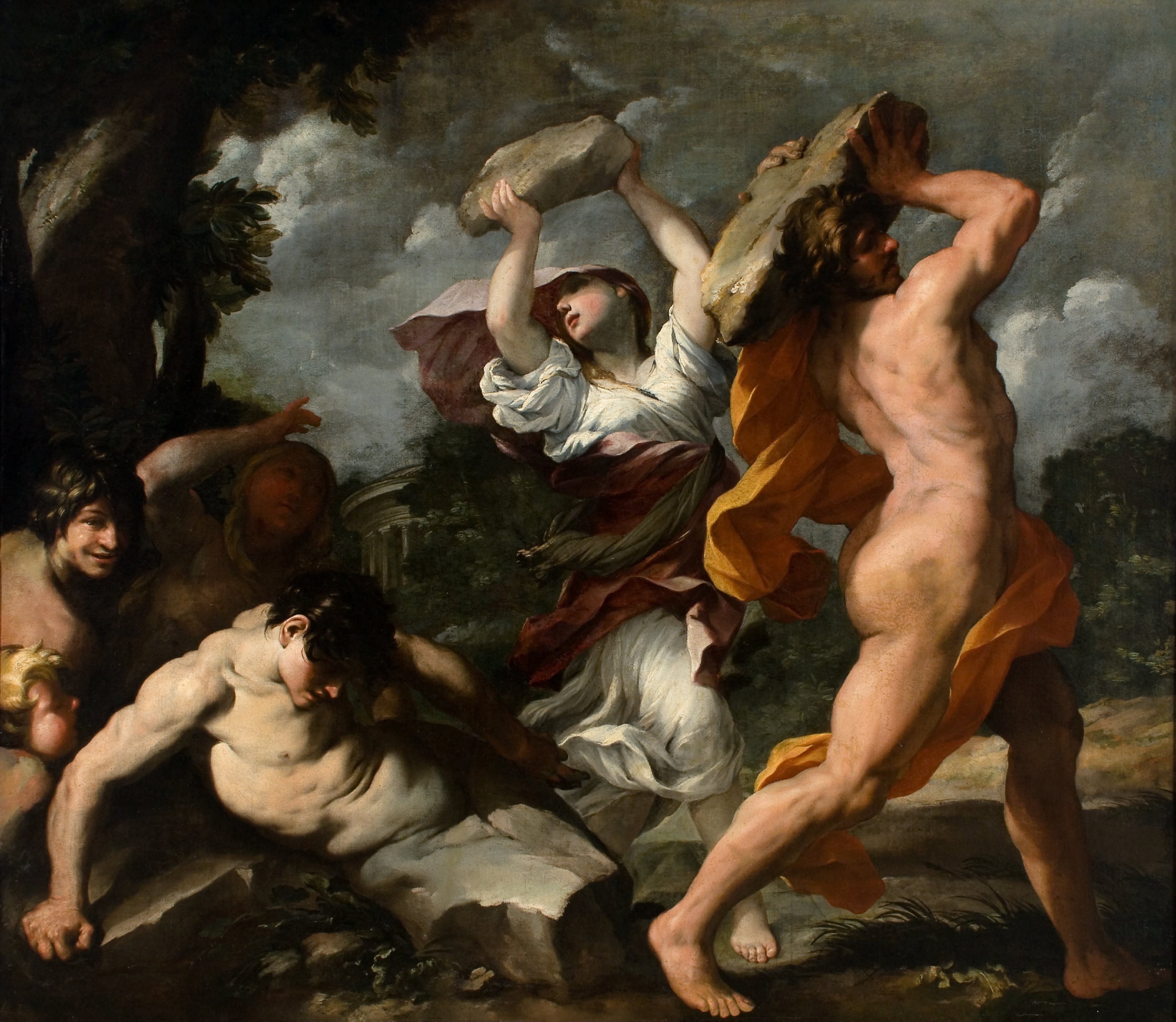
Fábula de Deucalion y Pirra, ca. 1635

Giovanni Maria Bottala, llamado el Rafaelino, fue un pintor italiano nacido en Savona en 1615. 
Tales fueron los talentos que mostró en la pintura desde su infancia, que fue llamado a Roma donde con el favor de los cardenales Julio Sachetti y Barberini, se salvó del estado de penuria a que sin ellos se hubiera visto reducido y así pudo perfeccionarse en el estudio y práctica de su arte. La semejanza que se notaba entre el pincel de Bottalla y el de Rafael, dio motivo a que le apellidasen el Rafaelito o Rafaelino. Estuvo no obstante muy lejos de la perfección de su modelo. Su cuadro de la Reconciliación de Jacob con Esaú, aumentó estrordinariamente la reputación que ya tenía y habiendo sido llamado a Nápoles, en esta corte compuso mucbas pinturas al fresco, sin descuidar no obstante la pintura al óleo. Se vio obligado a retirarse a Génova a causa de un acontecimiento desgraciado y allí sostuvo su reputación con sus cuadros de San Sebastián y la Fábula de Deucalion y Pirra, los cuales se conservan todavía en aquella ciudad. 
Se admira particularmente en sus composiciones la exactitud del dibujo, los efectos suaves del claroscuro, la novedad y nobleza de la invención y lo tierno del colorido. Su muerte acaecida en 1644 excitó un sentimiento general en los artistas, de quienes era en su tiempo la gloria y el ornato.